# Amsterdam (Nova Iorque)
Amsterdam é uma cidade localizada no estado americano de Nova Iorque, no Condado de Montgomery. A sua área dé terra é de 5,86 milha quadradas (15,2 km2) e sua população é de 18 219 habitantes (segundo o censo americano de 2020). A cidade foi incorporada como aldeia em 1830, e como cidade em 1885.